# 足柄號重巡洋艦
「足柄」號重巡洋艦（あしがら）是大日本帝國海軍第七號重巡洋艦，「妙高型重巡洋艦」的三號艦。於川崎重工業神戶造船所動工，在1929年至1945年間服役。其命名取自神奈川縣箱根的足柄山，於戰後由海上自衛隊第2護衛隊群第2護衛隊二號艦愛宕型護衛艦繼承。

## 簡介
「妙高」型重巡洋艦是日本海軍在簽署《華盛頓海軍條約 》後完成設計及建造的第一種萬噸級巡洋艦，一度被西方認為是最強大的「條約型巡洋艦」。其設計對後來建造的「高雄型」、「最上型」、「利根型」及「伊吹型」帶來重大影響。「妙高」型四艦先後作為聯合艦隊第二艦隊主力參加了中國抗日戰爭及太平洋戰爭。雖然「足柄」號是「妙高」型的三號艦，但卻是四艘同型艦最遲完工的一艘。

## 特點
「妙高」型重巡洋艦參照「古鷹型」及「青葉型」設計，具較高的長寬比、較小的寬深比、較低的船體中央系數，強調火力及速度，相對犧牲了防護及續航力。當中「足柄」號作為艦隊旗艦，擁有較大的住宿設施、無綫電設備及大型作戰室。「妙高」型完工時攜帶8條小艇，後來增加至10條。

## 建造經緯
於1922年，日本海軍軍令部委託平賀讓大佐設計新巡洋艦。次年初，藤本喜久雄中佐在平賀讓大佐指導下完成基本設計。平賀讓大佐在5月18日提交設計方案，在8月25日通過及下令建造。及後，平賀讓晉升為少將並出國考察，藤本喜久雄中佐大幅更改設計並獲通過。於1925年2月16日，正式命名為「足柄」號。於1929年8月20日正式完工，與「羽黑」號一併在佐世保註冊艦藉。

## 艦歷
於1929年11月30日，「妙高」型四艦加入第二艦隊組成第四戰隊，正式服役。於1933年5月20日，被編為第五戰隊。同年12月11日與與「羽黑」號加入佐世保護衞隊。於1934年11月25日至1935年2月，「足柄」號進行第一次第一階段改造。與「羽黑」號在佐世保海軍船廠拆除高射炮及魚雷後，於三菱造船長崎造船所進行改裝，包括將主炮更換成203mm口徑及更新武裝。於1935年9月26日至10月2日，「妙高」型四艦參加「第四艦隊」的演習活動，「足柄」號在離開室蘭港開赴演習水域的途中，2號砲塔發生爆炸，造成41人死傷，未有參與演習直接返回佐世保海軍船廠維修。
於1935年10月18日至1936年6月15日，「足柄」號一口氣完成第二至第四階段的改造，被編入佐世保護衞隊，並在1936年10月26日在神戶對公眾開放。於1935年12月1日，再次加入第五戰隊成為第四號艦。於1937年4月3日，「足柄」號代表日本前往歐洲，參加於5月20日在斯皮特海德舉行的英王喬治六世加冕典禮的閱艦儀式，途經香港、馬爾他、直布羅陀等地，在5月10日抵達英國。閱艦儀式完結後，在5月24日至31日到訪德國，之後經紅海返回日本。
於1937年7月5日，還沒回到日本的「足柄」號被任命為第五戰隊旗艦，並在華中、華北水域巡弋。於1937年10月20日，成為第四艦隊和第十四戰隊的旗艦。在12月10日，成為第四艦隊第十二戰隊的旗艦。於1939年3月12日，轉入預備役，準備進行第二次改造。在佐世保參照「最上」型等巡洋艦作出了整體改造，至1940年6月30日完成。於1940年10月10日，成為第二遣華艦隊和第十五戰隊的旗艦。於1941年4月至5月，與「那智」號及「羽黑」號在艦體兩側安裝消磁綫圈、安放水密鋼管及加裝魚雷射控平台等。於1941年7月，前往西貢參加侵入法屬印度支那南部的戰爭，並在華南水域巡弋。
於1941年10月10日，成為第三艦隊第十六戰隊旗艦。於1941年12月1日，抵達馬公，與「摩耶」號支援北菲律賓艦隊及對菲律賓的侵略行動。於1941年2月25日，與「妙高」號在望加錫會合。於1942年3月1日，與「妙高」號前往爪哇支援追擊盟軍艦隊的「那智」號及「羽黑」號。最終「妙高」型四艦共擊沉三艘巡洋艦及三艘驅逐艦。
於1942年4月10日，成為西南方面艦隊旗艦，支援聖誕島的進攻。在7月成為第二南遣艦隊旗艦。於1943年4月至5月，與「那智」號及「羽黑」號進行第一次戰時改裝，加裝防空指揮平台及對空雷達，以加強應付戰機的威脅。9月時成為西南方面艦隊主力第十六戰隊旗艦。於1944年2月25日，加入東北方面艦隊第五艦隊第二十一戰隊。於1944年3月至9月，與「那智」號同時進行改裝，增加機槍數目及減少攜帶魚雷數目以減輕重量，並增加了對空搜索雷達及水面搜索雷達。於1944年10月，與第二游擊艦隊會合作戰，支援西村艦隊，在馬尼拉灣與美軍交戰，「那智」號被擊沉，「足柄」號在11月撤離。
於1944年12月中，與「大淀」號組成第二破壞編隊，連同6艘驅逐艦進攻聖荷西 (菲律賓)，在26日被美軍空襲，引起大火，被逼拋棄所有魚雷，在勉力參與進攻後，撤往新加坡。於1945年2月至5月，由第五艦隊轉入第五戰隊，與「羽黑」號共同進行巡弋任務。於1945年6月4日，與「神風」號驅逐艦由新加坡前往耶加達進行補給任務，在8日回航時被伏擊的英軍潛艇多枚魚雷擊中，傾覆沉沒。「神風」號救起超過853名船員及400名陸軍士兵。於1945年8月20日，除籍。

## 主要技術數據及武器裝備
| 技術數據   | 服役時 （1929年）              | 第一次改造後 （1935年）        | 第二次改造後 （1939年）               |
| ---------- | ------------------------------ | ------------------------------ | ------------------------------------- |
| 標準排水量 | 11,300噸                       |                                | 14,743噸                              |
| 滿載排水量 | 14,194噸                       |                                |                                       |
| 全長       | 201.7米                        | 201.7米                        | 203.76米                              |
| 全闊       | 19米                           | 19米                           | 20.73米                               |
| 吃水       | 5.9米                          | 6.28米                         | 6.37米                                |
| 鍋爐       | 艦本式油燒鍋爐12座             |                                |                                       |
| 引擊       | 蒸氣渦輪引擎4軸                |                                |                                       |
| 軸馬力     | 130,000匹                      |                                | 132,830匹                             |
| 速力       | 35.5節                         | 34節                           | 33.8節                                |
| 續航距離   | 7,000海里/14節                 |                                | 7,463海里/14節                        |
| 乘員       | 764名                          |                                | 約1,100名                             |
| 主砲       | 200mm 50倍口徑雙聯裝炮5座 10門 | 203mm 50倍口徑雙聯裝炮5座 10門 | 203mm 50倍口徑雙聯裝炮5座 10門        |
| 高射炮     | 120mm 高射炮6座                | 127mm 高射炮4座 8門            | 127mm 高射炮4座 8門                   |
| 機槍       | 7.7mm機槍2挺                   | 7.7mm 機槍2挺 13mm 高射機槍8挺 | 25mm 機槍38座 48門 13.2mm 高射機槍4門 |
| 魚雷       | 610mm 3聯裝魚雷發射管4座       | 610mm 魚雷發射管8座 16門       | 610mm 魚雷發射管4座 16門              |
| 其他       | 小艇8條                        | 小艇10條                       | 小艇10條                              |
| 戰機       | 2架                            | 3架                            | 2架                                   |

※空白為不明。

## 歷代艦長

### 艤裝員長
1. 小野弥一大佐：1928年10月1日－
2. 井上肇治大佐：1929年2月8日－

### 艦長
1. 井上肇治大佐：1929年8月20日－
2. 羽仁六郎大佐：1929年11月30日－
3. 大田垣富三郎大佐：1930年12月1日－
4. 三木太市大佐：1931年12月1日－
5. 横山菅雄大佐：1933年11月15日－
6. 佐倉武夫大佐：1935年11月15日－
7. 武田盛治大佐：1936年12月1日－
8. 丸茂邦則大佐：1937年12月15日－
9. 醍醐忠重大佐：1938年6月3日－
10. 鎌田道章大佐：1938年12月1日－
11. 中澤佑大佐：1940年10月15日－
12. 一宮義之大佐：1941年7月5日－
13. 阪匡身大佐：1942年9月25日－
14. 三浦速雄大佐：1944年1月30日－

## 逸聞
足柄號在1937年到訪英國時，英國海軍軍官評論足柄的設計過份著重火力，忽略了居住性和外觀上的美感，所以揶揄它為“餓狼”，但日方卻以為這個稱呼是對該艦的讚美，因此沾沾自喜了一段時間。不過，法國藝術家尚·考克多卻欣賞足柄它擁有「機能美」。

## 同型艦
- 妙高號重巡洋艦，妙高型重巡洋艦一號艦
- 那智號重巡洋艦，妙高型重巡洋艦二號艦
- 羽黑號重巡洋艦，妙高型重巡洋艦四號艦